# 2012 aux Samoa
Cet article présente les faits marquants de l'année 2012 aux Samoa.

## Évènements
- 17 juin : L'équipe des Samoa remporte la Pacific Nations Cup 2012[1].

- 13 décembre : Le Cyclone Evan (en) frappe les Samoa, faisant au moins quatorze morts (dont dix pêcheurs perdus en mer)[2] et d'importants dégâts matériels[3].